# Trattato di Versailles (1756)
Con il trattato di Versailles del 1756, siglato tra Austria e Francia al Palazzo di Versailles il 1º maggio di quell'anno, si attuò il cosiddetto rovesciamento delle alleanze conosciuto come "rivoluzione diplomatica del 1756". Entrambe le potenze si garantirono neutralità reciproca e assistenza armata se attaccate da terzi.

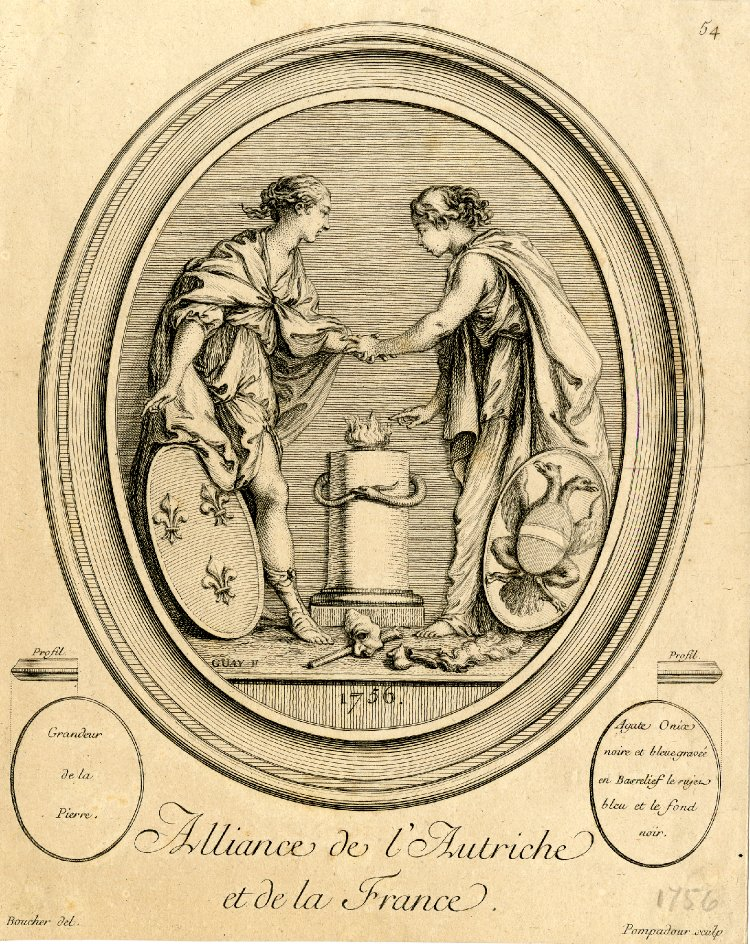
Allegoria dell'Alleanza tra Austria e Francia in seguito al Trattato di Versailles

## Antefatti
La pace di Aquisgrana aveva lasciato in Maria Teresa una profonda insoddisfazione per le condizioni che l'alleato britannico l'aveva costretta ad accettare. Malgrado fosse più interessata alle questioni interne che alla politica estera, i piani dell'abile von Kaunitz per la riconquista della Slesia ottennero rapidamente il suo consenso. Quest'abile politico riteneva che oramai la Prussia avesse sostituito la Francia come nemico principale degli Asburgo e faceva forza su argomenti ideali che avevano molta presa sulla sovrana, che aveva tutte le ragioni per nutrire astio verso il "brigante di Potsdam", come veniva chiamato a corte Federico II di Prussia.
Parallelamente ad accordi segreti in funzione anti-prussiana con Elisabetta di Russia, trattative diplomatiche con i Borbone di Francia con l'obiettivo di staccarli dall'alleanza con Federico II furono così avviate fin dal 1750. Tuttavia esse languivano tra proposte e controproposte, in virtù del solco tracciato tra le due dinastie da secoli di guerre e dalla ritrosia di Luigi XV ad abbandonare l'alleato, per quanto si fosse già dimostrato scarsamente affidabile. Tantomeno il re era disposto ad aderire ai piani di smembramento vero e proprio della potenza prussiana che facevano parte della strategia austriaca.
Da parte francese era comunque all'opera un forte partito filo-austriaco guidato da Madame de Pompadour, che aveva tra i suoi protetti il de Bernis, che giocò una parte importante negli accordi e sarebbe divenuto ministro degli esteri prima di cadere in disgrazia.

## La convenzione di Westminster
La convenzione di Westminster siglata tra il governo inglese e l'opportunista re prussiano dopo rapide trattative segrete, sollevò però lo sdegno della corte francese. Le rassicurazioni e le spiegazioni fornite all'ambasciatore francese de Nivernais, filo-prussiano, non ebbero effetto sul puntiglio del Borbone di veder punito l'infido alleato. Oltre alla questione d'onore v'era il rischio da parte francese di rimanere isolati in caso di conflitto continentale, se l'Austria avesse mantenuto il vecchio sistema di alleanze. Lo stesso governo britannico contava dopotutto sull'alleato austriaco, interpretando gli accordi con Federico solo come un modo per garantirsi la sicurezza dell'Hannover e ritenendo ancora la Francia il nemico naturale di entrambi.
Il Borbone non voleva in ogni caso aderire ai piani di smembramento della Prussia perseguiti dalle due imperatrici. Malgrado la volontà francese di non rinnovare l'alleanza in scadenza a giugno fosse chiara fin da febbraio, il Borbone prevedeva comunque di rispettare gli accordi difensivi stipulati durante la guerra di successione austriaca con Prussia e Svezia, che sarebbero scaduti a maggio 1757. De Bernis disse all'incaricato austriaco Starhemberg che come l'Austria non intendeva impegnarsi attivamente contro la Gran Bretagna nel conflitto anglo-francese oramai in corso, così non si poteva pretendere che la Francia si impegnasse attivamente contro la Prussia.
L'accordo venne così concluso in termini spiccatamente difensivi, con interpretazioni però completamente diverse dalle due parti. Mentre la Francia intendeva garantirsi il fianco occidentale, evitando l'impiego di risorse in Europa contro l'Austria e liberandone per il conflitto marittimo e coloniale in atto, per il governo austriaco si trattava di una parte del piano per riprendersi la Slesia, tramite la diplomazia o, molto più probabilmente, con la guerra. Il ribaltamento delle alleanze ebbe come ulteriore effetto la neutralità olandese, in cambio delle assicurazioni francesi di non aggressione, concesse da Luigi XV nel giugno 1756.
L'accorto von Kaunitz era ben disposto a posticipare l'attacco (tanto che i preparativi di guerra erano più evidenti da parte russa che austriaca), ma ancor di più contava sull'aggressività di Federico: messo alle strette avrebbe potuto fare la prima mossa, costringendo così la Francia a passare completamente dalla parte austriaca. Starhemberg scrisse: "prima o poi ce la faremo a completare il nostro grande piano e forse lo stesso re di Prussia sarà il nostro principale aiuto". 
Alla paura dell'accerchiamento, malgrado gli ammonimenti francesi e la necessità di non scontentare l'alleato inglese, Federico reagì in effetti nel modo aggressivo previsto in buona misura dagli austriaci, penetrando in Sassonia nell'agosto 1756. Questo portò alla guerra aperta e al secondo trattato di Versailles, di natura questa volta offensiva, stipulato esattamente un anno dopo il primo.